# Аль-Фудайль ибн Ийяд
Абу́ ‘Али́ Аль-Фуда́йль ибн ‘Ийя́д ат-Талака́ни (араб. أبو علي الفضيل بن عياض الطالقاني‎; 725, Самарканд, совр. Узбекистан — 803, Мекка, совр. Саудовская Аравия) — известный исламский богослов, хадисовед, аскет. Почитается суфиями как «святой» (авлия).

## Биография
Его полное имя: Абу ‘Али аль-Фудайль ибн ‘Ийяд ибн Мас‘уд ибн Бишр ат-Тамими аль-Йарбу‘и аль-Хурасани (араб. أبو علي الفضيل بن عياض بن مسعود بن بشر التميمي اليربوعي الخراساني‎).
Аль-Фудайль родился в Самарканде в 107 году хиджры (725 год), вырос в Абиварде. Есть сообщение сомнительной достоверности о том, что в молодости он разбойничал и нападал на караваны между Серахсом и Абивардом, и однажды, когда он хотел совершить грабёж, он услышал следующие аяты из Корана: Разве не пришло время для того, чтобы сердца верующих смирились при упоминании Аллаха и того, что ниспослано из истины, и чтобы не уподоблялись они тем, которым Писание было даровано прежде, чьи сердца почерствели по прошествии долгого времени и многие из которых являются нечестивцами? аль-Хадид 57:16 (Кулиев) и это заставило его раскаяться и оставить свою преступную деятельность.
После этого аль-Фудайль перебрался в Куфу (Ирак) и обучался у Сулеймана аль-Амаша, Баяна ибн Бишра, Ибн Абу Лейлы, Джафара ас-Садика и многих других. От него передавали хадисы: Абдуллах ибн аль-Мубарак, Яхья аль-Каттан, Абд ар-Рахман ибн Махди, Суфьян ибн Уяйна, аль-Асмаи, Абд ар-Раззак ас-Санани, Мухаммад аш-Шафии, Абу Бакр аль-Хумайди и др.
Аль-Фудайль был известен своей богобоязненностью и аскетическим образом жизни. В книге Абу Ну‘айма «Хильят аль-авлия» приводится предание от аль-Фадля ибн ар-Раби’, в котором рассказывется о визите знаменитого аббасидского халифа Харуна ар-Рашида к аль-Фудайлю. Он, в отличие от других улемов, которых посетил Харун ар-Рашид, отказался от всех даров халифа, хотя нуждался в средствах для погашения долгов, объяснив это тем, что самый главный его долг — перед Аллахом.
Аль-Фудайль ибн Ийяд умер в Мекке в 187 году хиджры (803 год).